# Neoarisemus sardous
Neoarisemus sardous är en tvåvingeart som beskrevs av Wagner och Salamanna 1984. Neoarisemus sardous ingår i släktet Neoarisemus och familjen fjärilsmyggor. Inga underarter finns listade i Catalogue of Life.